# Hosdurga
Hosdurga (o Hosadurga) è una suddivisione dell'India, classificata come town panchayat, di 22.480 abitanti, situata nel distretto di Chitradurga, nello stato federato del Karnataka. In base al numero di abitanti la città rientra nella classe III (da 20.000 a 49.999 persone).

## Geografia fisica
La città è situata a 13° 47' 53 N e 76° 17' 10 E e ha un'altitudine di 738 m s.l.m..

## Società

### Evoluzione demografica
Al censimento del 2001 la popolazione di Hosdurga assommava a 22.480 persone, delle quali 11.581 maschi e 10.899 femmine. I bambini di età inferiore o uguale ai sei anni assommavano a 2.636, dei quali 1.382 maschi e 1.254 femmine. Infine, coloro che erano in grado di saper almeno leggere e scrivere erano 16.217, dei quali 8.779 maschi e 7.438 femmine.